# Lost in Love (canción)
«Lost in Love» (en español: «Perdido en el amor») es el título de una canción interpretada por el dúo musical inglés-australiano Air Supply. La versión original de la canción apareció en el álbum Life Support de 1979 y fue publicada como sencillo en Australia, alcanzando el puesto 13 en el Kent Music Report. El grupo volvió a grabar la canción para el álbum del mismo título en 1980.

## Composición y arreglos

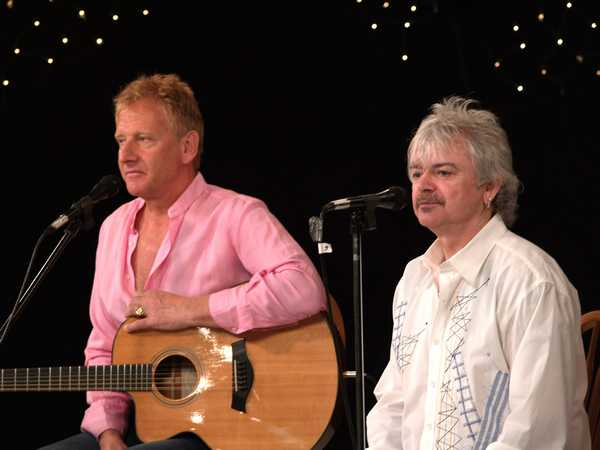
Graham Russell (izquierda) junto con Russell Hitchcock, 2006.

Presuntamente, a Graham Russell le tomó solo 15 minutos escribir la canción y el sencillo se hizo en una sola tarde. Fue uno de los primeros que escribió después de regresar a Australia después de una gira con Rod Stewart, pero encontró poco trabajo en su regreso. A pesar de carecer de dinero, Russell se fue de retiro a Australia Meridional, donde sintió que la soledad le ayudaría a escribir material nuevo.
La canción fue compuesta en un compás de 4
4 con un tempo de 120 pulsaciones por minuto y está escrita en la tonalidad de sol mayor. Las voces van desde D4 a C6. «Lost in Love» ha sido descrita como una canción de soft rock con un “trabajo elegante de guitarra acústica, armonías relucientes, ritmo ligero y toques de piano eléctrico” por la revista Cash Box, mientras que Record World la llamó una “balada esbelta”, diciendo que “las voces suaves y el flujo tranquilo son muy adecuados para los fanáticos del soft-rock y A/C-pop”.

## Posicionamiento

### Gráfica semanal
| Gráfica (1979-1980)                           | Pico de posición |
| --------------------------------------------- | ---------------- |
| Australia (Kent Music Report)                 | 13               |
| Canadá (RPM Adult Contemporary)               | 1                |
| Canadá (RPM Top Singles)                      | 4                |
| Estados Unidos (Billboard Adult Contemporary) | 1                |
| Estados Unidos (Billboard Hot 100)            | 3                |
| Estados Unidos (Cash Box Top 100 Singles)     | 2                |
| Nueva Zelanda (Recorded Music NZ)             | 3                |

| Gráfica (2023)                                                           | Pico de posición |
| ------------------------------------------------------------------------ | ---------------- |
| Estados Unidos (Billboard Greatest of All Time Adult Contemporary Songs) | 74               |

### Gráfica de fin de año
| Gráfica (1979)                    | Pico de posición |
| --------------------------------- | ---------------- |
| Australia (Kent Music Report)     | 82               |
| Nueva Zelanda (Recorded Music NZ) | 47               |

| Gráfica (1980)                                | Pico de posición |
| --------------------------------------------- | ---------------- |
| Canadá (RPM Top Singles)                      | 51               |
| Estados Unidos (Billboard Adult Contemporary) | 1                |
| Estados Unidos (Billboard Hot 100)            | 15               |
| Estados Unidos (Cash Box Top 100 Singles)     | 15               |

## Certificaciones
| País           | Organismo Certificador | Certificación | Ventas certificadas | Ref.   |
| -------------- | ---------------------- | ------------- | ------------------- | ------ |
| Estados Unidos | RIAA                   | Oro           | 500 000             | [ 20 ] |